# أورونارتي
أورونارتي، كلمة نوبية تعني «جزيرة الملك»، هي جزيرة تقع في النيل جنوب الجندل الثاني في شمال السودان. تكمن الأهمية الأساسية للجزيرة في القلعة القديمة الضخمة التي لا تزال قائمة على نهايتها الشمالية. هذه القلعة هي واحدة من عدد تم تشييده على طول نهر النيل في النوبة السفلى خلال المملكة المصرية الوسطى (القرن التاسع عشر قبل الميلاد)، بشكل أساسي من قبل الحكام سنوسرت الأول وسنوسرت الثالث.
تم إنشاء العديد من القلاع، والتي تشمل بوهين وميرجيسا وشلفاك وأسكوت ودابينارتي وسمنة وقمنة، على مسافة إشارات من بعضها البعض. معظم القلاع الآن تحت بحيرة ناصر. بقي أورونارتي وشلفاك فوق سطح الماء وشهد كلاهما مؤخرًا إنشاء مشاريع أثرية جديدة.

## تاريخ الحفريات
تم التنقيب عن أورونارتي لأول مرة بواسطة عالم الآثار البريطاني نويل إف ويلر تحت إشراف اسمي من جورج أندرو ريزنر. تم الفحص الأولي للموقع في مايو 1924. تمت الحفريات في الفترة ما بين 15 نوفمبر 1928 - 16 يناير 1929 و5 فبراير 1930 - 20 مارس 1930. نشر هذه الحفريات في يد داوز دنهام.
كان يعتقد منذ فترة طويلة أن القلعة كانت تحت الماء؛ تم اكتشافه مؤخرًا بواسطة ديريك ويلسبي. في عام 2012، تم تشكيل مشروع علم الآثار الإقليمي في أورونارتي (URAP) من قبل الدكتور لوريل بستوك (جامعة براون) والدكتور كريستيان كنوبلاوش (الأكاديمية النمساوية للعلوم) للتحقيق في أورونارتي. يركز المشروع الجاري على العلاقات الاستعمارية والتجربة الحية للشعوب القديمة في أورونارتي وفي المنطقة المحيطة. تشمل اكتشافات المشروع مستوطنة خارج أسوار معاصرة للقلعة، تسمى Site FC، وإعادة تصميم واسعة النطاق داخل القلعة.

## القلعة
تقع قلعة أورونارتي ذات الشكل المثلث في أعلى جزيرة صخرية، حيث استفادت من الممر الضيق لنهر النيل في منطقة تحمل الاسم الحديث بطن الحجر. تتوافق القلعة بشكل وثيق مع التضاريس، وهي مبنية إلى حد كبير من الطوب الطيني المجفف بالشمس، مع بعض الأساسات الحجرية أسفل جدرانها الخارجية عندما توضع تلك على الأجزاء شديدة الانحدار من الجزيرة. يبلغ سمك الجدران الخارجية 5 أمتار وكان ارتفاعها في الأصل 10 أمتار؛ لقد تم بناؤها بشبكة داخلية من جذوع الأشجار، معززة بشكل أكبر وتسويتها بطبقات من حصير القصب. يبلغ طول القلعة وعرضها حوالي 120 مترًا × 60 مترًا.
يحتوي الجزء الداخلي من القلعة على شوارع مرصوفة بالحجارة ومخازن حبوب كبيرة ومباني يُعتقد أنها مركز إداري ومنزل حاكم وثكنات. (يمكن العثور على خطة رقمية تستند إلى تقارير التنقيب المبكرة، والمعروف أنها غير دقيقة من نواحٍ عديدة، في مشروع اجيرون التابع لجامعة كاليفورنيا في لوس أنجلوس). تشبه الثكنات في الخطة المنازل الصغيرة المعروفة في مستوطنات أخرى في المملكة المصرية الوسطى والتي خططت لها الدولة، بما في ذلك اللاهون. شهدت العديد من المباني داخل القلعة تعديلات جوهرية بمرور الوقت، مما يشير إلى حدوث تغيرات في كل من الحياة الاجتماعية والإدارة. تشير الخزفيات المأخوذة من مقالب أورونارتي إلى تاريخ احتلال في أواخر عصر الدولة الوسطى أو الفترة الانتقالية الثانية المبكرة جدًا، ولكن ليس بعد ذلك. معبد حجري بني في الموقع، خارج أسوار الحصن، يعود إلى عهد ملك الأسرة الثامنة عشرة تحتمس الثالث، الذي كان يسيطر على مساحة من النوبة أكبر بكثير مما كان لدى أسلافه، وبالتالي أسس بئرًا حدوديًا إلى الجنوب. تم تكريس معبد أورونارتي لسنوسرت الثالث. لا يوجد سكان حقيقيون في الموقع واضح في ذلك الوقت.
بصرف النظر عن الهندسة المعمارية نفسها، فإن الغالبية العظمى من الاكتشافات الأثرية من قلعة أورونارتي هي من الخزف. كان حجم الفخار من الحفريات الأصلية للقلعة مرتفعًا لدرجة أنه لم يتم تسجيل سوى الأواني الكاملة؛ تغطي مقالب الاستخدام الأولي للقلعة، التي تم تنظيفها بانتظام من قبل سكانها، ومن حفريات ويلر، أجزاء كبيرة من المنطقة الواقعة جنوب القلعة. من بين أنواع السيراميك البارزة قوالب الخبز، وهي نموذجية في العديد من مواقع الدولة الوسطى وتدل على توفير الحامية، وأواني الطهي النوبية، مما يشير إلى التفاعل مع السكان المحليين، على الرغم من عدم وجود مستوطنة نوبية معاصرة معروفة من المنطقة المجاورة.
تشمل المكتشفات المنقوشة في أورونارتي طبعات الأختام وطوابع الطين والفخار وشظايا البردي واللوحات. تحتوي معظم أجزاء ورق البردي على عدد قليل من الأحرف؛ في حين أنها بالتالي غير مقروءة إلى حد كبير، فإنها تشهد على المستوى العالي من التوثيق للأنشطة الإدارية للقلعة (انظر رسائل سمنة للحصول على سجلات محفوظة بشكل أفضل لهذا النوع من النشاط). طوابع الطين هي نوع معروف فقط من القلاع. تصور الأسرى، بدلاً من وجود نقوش مناسبة، ربما تم استخدامها كنوع من الرموز. يعكس العدد الكبير من الأختام الأنشطة الإدارية؛ تم قطع البضائع المسلمة التي تأتي في علب وصناديق، وكانت من رسائل مختومة، وأبواب مغلقة، وهي شائعة أيضًا في الحصون النوبية الأخرى. تشير الأختام التي تشير إلى القلاع المختلفة المحيطة في منطقة الشلال الثاني إلى الارتباط الوثيق بينهما. تظهر أيضًا مراكز الإدارة المحلية في الخزائن ومخازن الحبوب التي تظهر في الأختام أيضًا. يتم تمثيل الروابط بين مصر ككل والحصون في أختام مخزن الحبوب الكبير للملك سنوسرت الثالث. كما يظهر الوجود المقترح لوزيرة مزدوجة ومشتركة في مصر في أواخر عصر الدولة الوسطى في ختم تم العثور عليه ينص على «مكتب وزير رأس الجنوب».

## موقع FC
موقع FC هو موقع خارج أسوار يقع على بعد 250 مترًا جنوب أسوار القلعة. تم اكتشافه في عام 2012 وتم التنقيب عنه جزئيًا في عامي 2013 و2015، وهو يختلف اختلافًا كبيرًا عن الحصن على الرغم من أنه يبدو معاصرًا له. يحتل الموقع تلين منخفضين بالقرب من الشاطئ الشرقي الحالي للجزيرة، ويتألف الموقع من 25 تركيزًا على الأقل من الحجارة التي أظهر التنقيب أنها بقايا أكواخ من الحجر الجاف مبنية من الحجر المحلي. كانت بعض الأكواخ عبارة عن غرف فردية، وبعضها مجموعات أكثر تفصيلاً من الغرف. يتراوح قطر الغرف من 2.5 متر إلى 4 أمتار وكانت دائرية أو نصف دائرية. يغطي موقع FC كما لوحظ مساحة تقارب 2000 متر ^ 2، لكن الصور الجوية التي التقطت في الخمسينيات تشير إلى أن الموقع الأصلي ربما امتد على طول الشاطئ الشرقي للجزيرة بالكامل.
كوخ واحد محفور فيه موقد ومصراع رياح يحمي سفن التخزين الكبيرة. الخزفيات الناتجة عن أعمال المسح والتنقيب هي عبارة عن تجميع منزلي للفخار المصري من الأسرة الثانية عشرة. وبالتالي فهي معاصرة للمرحلة الأولى من احتلال القلعة، على الرغم من أنها أيضًا أفقر من المجموعة الموجودة في الحصن، وتفتقر إلى بعض الأشكال الشائعة وتظهر دلالات على الكسر والتآكل بدرجة أكبر من فخار القلعة. هذا الفخار مع الهندسة المعمارية للقلعة، والذي يختلف كثيرًا عن القلعة ومن النوع الأكثر ارتباطًا بالمستوطنات النوبية للمجموعة الثالثة، يثير العديد من الأسئلة كما يجيب.

## قصر الحملة
بالإضافة إلى القلعة، كان لدى أورونارتي بعض الإنشاءات الأخرى من الطوب اللبن، وكان أكبرها مبنى مستطيل الشكل تمت مناقشته في الأدبيات العلمية باسم «قصر الحملة». (يمكن العثور على خطة مثالية تعتمد على البقايا المحفورة في ايجارون.) تم التنقيب عنها في 10 أيام بواسطة ويلر، ولم تكن هندستها المعمارية والاكتشافات المرتبطة بها كافية لتقديم دليل قاطع على تاريخها أو وظيفتها؛ فكرة أن سنوسرت الثالث كان مكانًا للبقاء فيه أثناء حملته ضد النوبيين في أقصى الجنوب هو اقتراح غني بالألوان ولكن لا يمكن إثباته. تقع هذه المنطقة من هذا الهيكل الآن في المنطقة التي يغمرها ارتفاع النيل سنويًا، وبالتالي يتم تغطيتها إما بالمياه أو بالطمي. أجرى URAP قياس مغناطيسي في المياه المنخفضة لمحاولة معرفة ما إذا كانت بقايا «القصر» لا تزال موجودة؛ كانت النتائج غير حاسمة.

## لوحة الحدود لسنوسرت الثالث
تم العثور على نسخة شبه مكررة من نص لوحة سمنة لسنوسرت الثالث في أورونارتي من قبل جورج شتايندورف ولودفيج بورشاردت وإتش شيفر. يذكر النقش أن النوبيين هاجموا أولاً وأن سنوسرت أجبرهم على التراجع. يبلغ ارتفاع اللوحة 1.50 متر وعرضها 0.80 متر وهي من الحجر الرملي البني. تم نشر مناقشة ونسخ وترجمة بواسطة J. Janssen. نصت اللوحة، وهي من كنوز متحف السودان القومي، على ما يلي:
"حورس: إله الأشكال؛ المرأتين: إله الميلاد؛ الحورس الذهبي: لقد أتى إلى الوجود (؟)؛ ملك مصر العليا والسفلى: إعادة ظهور الحياة الممنوحة لكا واستقرارها وثروتها مثل رع إلى الأبد؛ ابن رع من جسده (الخاص): سنوسرت (الثالث) منح الحياة والاستقرار والثروة مثل رع إلى الأبد!
(1) صنعت لوحة في العام 16، الشهر الثالث من الشتاء، عندما تم بناء حصن صد «إيوينتيو» [أورونارتي].
(2) لقد جعلت الحدود تتجه جنوبًا بعيدًا عن أجدادي وتجاوزتها
(3) ما أورثني. انا ملك يتكلم (وبه) ينفذ. ما خطط قلبي تفعله بيدي.
(4) العدوانية على الانتصار؛ العمل بحزم مع النجاح. من لا ينام العالم في قلبه،
(5) (لكن) يفكر المرء في عملائه الذين يثقون في الوداعة؛ ليس لطيفا على العدو الذي يهاجمه. مهاجمة
(6) عند مهاجمته. - الصمت إذا صمت (عليه)؛ الجواب على كلمة على ما حدث فيها (أي من يعطي الجواب حسب طبيعة السؤال). ل
(7) الكف عن جرأة قلب العدو بعد مهاجمتها. أن تكون عدوانيًا يعني أن تكون شجاعًا، والتراجع هو الجبن.
(8) هو الذي حُرم من حدوده منذ النوبي يسمع.
(9) السقوط عند كلمة (أي أن النوبي بالكاد يسمع أو يسقط عند الكلمة [الأولى])؛ إجابته تجعله يعتزل. إذا عدوان عليه أدار ظهره. إذا تراجع أحد يسقط
(10) في العدوان. إنهم ليسوا أناسًا يجب على المرء أن يخافهم؛ هم بؤساء مكسور القلب. لقد رآهم جلالة الملك،
(11) لا يوجد كذب. (لأني) قبضت على نسائهم، وأعدت ساكنيهم، وصعدت إلى آبارهم
(12) وقتلوا ثيرانهم. لقد اقتلعت الشعير وأضرمت اللهب فيه. كما يعيش والدي لي.
(13) أنا أتكلم بالحق، دون كلمة افتخار فيها تخرج من فمي. والآن كل ابني
(14) الذي سيعزز هذه الحدود التي جلالة الملك (الحياة والازدهار والصحة)؛ صنع، هو ابني، [وولد ل]
(15) صاحب الجلالة (الحياة والازدهار والصحة)؛ الصالح هو الابن، المعين لأبيه، والذي يقوي [حدود].
(16) من ولده. أما من يخسرها ولن يقاتل [باسمها]،
(17) ليس ابني وهو لم يولد لي. الآن [صاحب الجلالة (الحياة والازدهار والصحة) تسبب]
(18) نصب تمثال صاحب الجلالة (الحياة والازدهار والصحة) على هذه الحدود [الذي صنعه جلالتي (الحياة والازدهار والصحة)]
(19) حتى تتمكن من المثابرة عليها ولكي [تقاتل نيابة عنها].